# Montarville (conseil législatif)
Ne doit pas être confondu avec Montarville (division sénatoriale canadienne).
Division du Conseil législatif du Québec
Montarville est une division du Conseil législatif du Québec ayant existé de 1867 à 1968. Elle est abolie en même temps que le Conseil lui-même.

## Liste des conseillers
| Années | Années      | Conseiller législatif                  | Parti           |
| ------ | ----------- | -------------------------------------- | --------------- |
|        | 1867 - 1915 | Charles-Eugène Boucher de Boucherville | Conservateur    |
|        | 1916 - 1929 | Joseph-Léonide Perron                  | Libéral         |
|        | 1929 - 1932 | Narcisse Pérodeau                      | Libéral         |
|        | 1932 - 1956 | Gustave Lemieux                        | Libéral         |
|        | 1956 - 1963 | Émile Lesage                           | Union nationale |
|        | 1963 - 1968 | Arthur Dupré                           | Libéral         |